# Jewgienij Szałunow
Jewgienij Władimirowicz Szałunow (ur. 8 stycznia 1992 w Petersburgu) – rosyjski kolarz szosowy.

## Najważniejsze osiągnięcia
2010
- 1. miejsce w Wyścigu Pokoju Juniorów
  - 1. miejsce na 2. i 5. etapie
- 3. miejsce w Vuelta al Besaya

2011
- 1. miejsce na 3. etapie Ronde de l’Isard

2012
- 1. miejsce w Vuelta Ciclista a La Rioja

2014
- 1. miejsce w Gran Premio della Liberazione

2015
- 1. miejsce w Vuelta a la Comunidad de Madrid
  - 1. miejsce na 1. etapie
- 1. miejsce w Trofeo Matteotti
- 2. miejsce w Klasika Primavera de Amorebieta

2016
- 5. miejsce w Tour de Wallonie

2017
- 5. miejsce w Rund um Köln

2019
- 2. miejsce w Vuelta a Aragón